# Beto Oeste
Beto Oeste (deutsch West-Beto, ehemals indonesisch Beto Barat) ist ein Stadtteil der osttimoresischen Landeshauptstadt Dili im Suco Madohi (Verwaltungsamt Dom Aleixo, Gemeinde Dili).

## Geographie
Beto Oeste liegt im Süden von Madohi. Grob kann man zum Stadtteil das Gebiet zwischen der Rua de Beto Oeste im Osten und der Rua de Ai-Katapa Laran im Westen, dem Flughafen Presidente Nicolau Lobato im Norden und den  Straßen Avenida de Restauração und Avenida Nicolau Lobato im Süden. Östlich befindet sich der Stadtteil Beto Leste, westlich der Stadtteil Lapangan Terbang Comoro und südlich der Stadtteil Kampung Baru. Zu Beto Oeste zählt man die Aldeias Rosario, 7 de Dezembro und Anin Fuic sowie den dünn besiedelten Osten der Aldeia Terra Santa.

## Einrichtungen
In Rosario befindet sich die Schule 30 de Agosto und in Anin Fuic das Hospital Beto.